# Courgis
Courgis es una localidad y comuna francesa situada en la región de Borgoña, departamento de Yonne, en el distrito de Auxerre y cantón de Chablis.

## Demografía
| 610 | 620 | 732 | 748 | 722 | 703 | 735 | 670 | 631 | 631 | 628 | 614 | 615 | 588 | 591 | 553 | 522 | 494 | 510 | 487 | 424 | 380 | 336 | 327 | 269 | 270 | 253 | 270 | 237 | 252 | 253 | 252 | 255 |
| Para los censos de 1962 a 1999 la población legal corresponde a la población sin duplicidades (Fuente: INSEE [Consultar]) |     |     |     |     |     |     |     |     |     |     |     |     |     |     |     |     |     |     |     |     |     |     |     |     |     |     |     |     |     |     |     |     |